# Pleinweg
De Pleinweg is een belangrijke verkeersader op Rotterdam-Zuid in de deelgemeente Charlois. De weg verbindt het Maastunnelplein met de Strevelsweg bij Zuidplein. Het maakt onderdeel uit van de tunneltraverse.
De weg werd aangelegd rond 1928 en verkreeg de naam om de simpele reden dat het twee pleinen met elkaar verbindt. Toch dateren het Maastunnelplein en het Zuidplein van eind jaren 30. Bij de uitbreidingsplannen op Rotterdam-Zuid in de jaren '20 was op de plek van Zuidplein al een groot centraal plein geprojecteerd. Tot en met de aanleg van de Van Brienenoordbrug vormde de Pleinweg een belangrijke verbindingsroute naar Zuid. Tegenwoordig bestaat de weg uit een doorgaande 2x2 rijstrooks weg en aan beide kanten een weg voor bestemmingsverkeer.
Afrikaanderplein ·
Atjehstraat ·
Beijerlandselaan ·
Brede Hilledijk ·
Brielselaan ·
Boulevard Zuid ·
Charloisse Lagedijk ·
Coen Moulijnweg ·
Dordtselaan ·
Dordtsestraatweg ·
Dorpsweg ·
Goereesestraat ·
Groene Hilledijk ·
Groene Kruisweg ·
Grondherendijk ·
Katendrechtse Lagedijk ·
Kerkwervesingel ·
Kromme Zandweg ·
Laan op Zuid ·
Lange Hilleweg · 
Maastunnelplein ·
Mijnsherenlaan ·
Oldegaarde ·
Oranjeboomstraat ·
Pendrechtseweg ·
Plein 1953 ·
Pleinweg ·
Pretorialaan ·
Prins Hendrikkade ·
Riederlaan · 
Rosestraat ·
2e Rosestraat .
Slinge ·
Smeetlandsedijk · 
Stadionweg ·
Stieltjesplein ·
Stieltjesstraat ·
Strevelsweg ·
Vaanweg ·
Veerlaan ·
Vondelingenweg ·
Wilhelminakade ·
Wilhelminaplein ·
Zuiderpark ·
Zuiderparkweg ·
Zuidplein